# 小行星9005
小行星9005（英語：9005 Sidorova）是一颗围绕太阳公转的小行星。1982年10月20日，柳德米拉·卡拉季奇在纳昂切尼奇发现了此天体。
这颗小行星的绝对星等为21.76752等。